# آغوناه
في الشريعة اليهودية (هالاخاه)، آغوناه agunah (بالعبرية: עגונה، الجمع: آغونوت agunot (עגונות)؛ معناها الحرفي «مربوطة» أو «مقيّدة» وهو مصطلح مُشابه لمصطلح الزّوجة "المُعلَّقة" في الشريعة الإسلاميّة، أي غير مُطلَّقة، ولكن زوجها هجرها، أو ابتعد عنها لسفر، أو أمور أخرى) هي المرأة اليهودية «المقيّدة» بزواجها. الحالة التقليدية لهذا هي رجل ذهب برحلة ولم يعد منها أو ذهب للحرب وفُقد هناك. تستخدم الكلمة كمصطلح مستعار للإشارة لامرأة زوجها يرفض أو غير قادر على منحها وثيقة الطلاق المعروفة باسم غيت get في القوانين والإرشادات الدينية اليهودية.
حتى يكون الطلاق حقيقياً وسارياً يتطلّب القانون اليهودي أن يمنح الرجل زوجته وثيقة الطلاق (غيت get) بمحض إرادته. بدون وثيقة الطلاق لن يُعترف بأيّ زواج جديد وأي طفل قد تنجبه من رجل آخر سيُعتبر مامزر mamzer وهو مصطلح يترجم غالباً (لكنه غير مشابه لمفهوم كلمة) نَغِل. في بعض الأحيان يمكن للمرأة أن تحصل على إبراء خاص من سُلطة تابعة للشريعة اليهودية تدعى هيتير آغوناه heter agunah بالاعتماد على قرار معقد مدعّم بدليل قوي على أنّ زوجها قد توفّي.
وبسبب الصعوبة التي تواجه النساء في مثل هذه الحالات، كانت هناك مهمة لكل جيل للسلطات التابعة للشريعة اليهودية لمحاولة إيجاد ذرائع مقبولة من الشريعة اليهودية لتسمح لتلك النساء بالزواج لمرة ثانية. لم يكن من غير الشائع في الماضي، نتيجة خطر السفر والوسائل البدئية للتواصل، ألّا يسمع أبداً مجدداً عن أشخاص تركوا منازلهم؛ وبالتالي كان على الحاخامات غالباً التعامل مع هذه القضية. خلال القرون القليلة الماضية، كُتبت آلاف الجوابات الشرعية للتعامل مع حالات الآغونوت.
في الماضي كانت معظم حالات الآغوناه بسبب موت الزوج بدون ترك دليل واضح على وفاته أو أنه أصبح مريضاً عقلياً (مجنوناً). في هذه الأيام تنشأ العديد من حالات الآغوناه كنتيجة لاحتجاز الزوج لوثيقة الطلاق get، ربما لأنه يسعى لاتفاق طلاق ملائم أكثر، أو بداعي حب الانتقام. وجواباً على ذلك نُظمت مجموعات للآغوناه لدعم النساء ومحاولة إيجاد حل لهذه المشكلة. اقتُرحت العديد من التدابير ولكن حتى الآن لا يملك أي حل قبولاً عاماً. على الرغم من ذلك يشكل اتفاق ما قبل الزواج لمنع رفض وثيقة الطلاق Get-Refusal تدبيراً يُستخدم من قبل مجتمعات اليهودية الأرثوذوكسية الحديثة حول العالم ويُقبل من السلطات المعتدلة التابعة للشريعة اليهودية.

## الأسباب
الظروف التي يُعلن بنتيجتها أن المرأة أصبحت آغوناه هي:
- اختفاء الزوج بدون وجود أي شاهد يصرّح بوفاته.
- استسلام الزوج لمرض فيزيائي أو عقلي يجعله في غيبوبة أو مجنوناً وغير قادر على منح الطلاق.
- رفض الزوج أن يمنح زوجته وثيقة الطلاق عندما تعتبر مخولة للحصول على واحدة من قبل الشرع اليهودي. المرأة التي يرفض زوجها منحها وثيقة الطلاق يطلق عليها عملياً ميزوريفيت غيت mesorevet get على الرغم من أن مصطلح آغوناه يُستخدم بشكل شائع أكثر.

لا تعتبر المرأة التي يرفض زوجها الطلاق آغوناه حتى يرفض زوجها طلباً من قبل المحكمة الحاخامية لمنحها وثيقة الطلاق.
يعتمد تشكيل طلب قانوني شرعي للطلاق على اعتبارات خاصة بالشريعة اليهودية والحالة الخاصة بالثنائي. انظر Mesorevet get في الأسفل.

## الخلفية
بسبب الطبيعة الجدّيّة للزنى في الشرع اليهودي، يُحرّم على الآغوناه الزواج من رجل آخر، بغض النظر عن الظروف، سواء بالصدفة أو عن حقد وخباثة، التي جعلتها آغوناه في المقام الأول أو كمية الوقت الذي مضى منذ أن أصبحت آغوناه. يعتبر الطفل الذي يولد من رجل آخر من قبل آغوناه مامزر mamzer (نَغِل) (غير شرعي في الشريعة اليهودية) ويمكنه فقط الزواج من نَغِل آخر أو من معتنق جديد للدين.
وبسبب الوضع الرهيب للآغوناه يُبذل كل جهد لتحريرها من زواجها. يمكن فعل هذا بثلاث طرق:
- معرفة مكان الزوج وإقناعه بمنح زوجته وثيقة الطلاق.
- تقديم دليل على أن الزوج متوفّى.
- إيجاد خلل في مراسم الزواج الأصلية وبذلك إبطال الزواج بشكل راجع.

وفقاً لمعظم الحاخامات، يعتبر الدليل الظرفي المعقول كافياً لإثبات وفاة الزوج ولا يطلب وجود شهادة مباشرة. وهذا يعتمد، بالإضافة لأشياء أُخرى، على التأكيد التلمودي: «درّس الحاخامات: 'إذا وقع في عرين أسد، [أحضر شهوداً لـ] إثبات [أنه ميت]، إذا وقع في خندق من الأفاعي والعقارب – لا [يوجد حاجة] لإثبات [أنه ميت]'» (التلمود البابلي، أرملة الأخ 121a). بكلمات أُخرى، إذا كان من المعروف أن الرجل وقع في خندق من الأفاعي والعقارب ولم يظهر فيمكن اعتباره ميتاً ولا يوجد حاجة لدليل آخر (على عكس الوقوع في عرين أسد إذ ما تزال هناك فرصة بسيطة للنجاة). على أي حال إذا اكتشف لاحقاً أن الزوج ليس ميتاً، ستجد المرأة نفسها في ظروف سيئة على وجه الخصوص: سيُعدّ أبناؤها من زواجها الثاني مامزريم mamzerim (نغولاً)، وستُجبر على تطليق كل من زوجيها الأول والثاني، بالخضوع لحكم الشريعة اليهودية فإن المرأة الزانية «محرّمة على زوجها وعلى الرجل الذي أقامت علاقة معه». وبينما تكون مثل هذه الحالات نادرة جداً تحت ظروف عادية، لكنها حدثت عقب محرقة اليهود من قبل النازيين وحدثت أيضاً بشكل متكرر على أثر المذابح المدبرة وأشكال أُخرى من الاضطهاد.
إن إيجاد خلل في مراسم الزواج يُعد آخر ملجأ لتحرير آغوناه. من النادر استخدامه كونه من الصعب إجمالاً إيجاد سبب كافٍ حقيقي في معظم الزيجات لإبطالها بشكل راجع. في الشرع اليهودي، يجب إجراء الزواج أمام شاهدين. ولتحرير الآغوناه تُبذل جهود لتحديد أسباب كون أحد الشاهدين غير جدير بمهمته. وهذا غير قابل للإنجاز إجمالاً إذ تُبذل جهود قوية عند عقد الزواج للتأكد من صلاحية الشاهدين ومراسم الزواج. هناك احتمال آخر وهو إثبات أن المرأة لم توافق على الزواج بوضوح وبمحض إرادتها، وبذلك يُعلن أن مراسم الزواج باطلة. وهذا أيضاً لا يقبل عادةً بين سُلطات الشريعة اليهودية إذ لا توجد بشكل عام أي طريقة لإنكار وجود النية. يُشعر أن غاية هذا المسعى هي فقط وبشكل أساسي نزع شرعية زواج ما بشكل راجع قد عُقد وقُبل به غالباً منذ عدة سنوات سابقاً. إن إبطال الزواج ليس له أي تأثير على حالة أطفال المرأة. على أي حال، بما أنها طريقة غير مقبولة بشكل عام فيمكن أن تصبح الزوجة عُرضة لحكم الشريعة اليهودية بأنها ما زالت متزوجة، وأنّ أي علاقات لاحقة لها مع رجل آخر تُعد زنى. ومن الممكن أن تؤدي هذه الطريقة إلى مشاكل أُخرى متعلقة بالشريعة اليهودية لذلك لا تستخدم إلا كملجأ أخير من قبل السُلطات التي تقبل استخدامه.